# Raffinerie de Kermanshah
La raffinerie de Kermanshah (en persan : پالایشگاه کرمانشاه) est située à Kermanshah dans la province de Kermanshah. Le pétrole brut transformé dans la structure provient pour partie du gisement de Naft shahr et pour partie des extractions de brut lourd d'Ahvaz, de Serkan et de Malkooh.

## Production
La production est présentée par la NIORDC, responsable de son exploitation, comme atteignant 21 000 barils par jour.